# 楊凱 (清朝)
楊凱（1684年—1765年），一名楊愷，字賡起，號江亭，江蘇省揚州府儀真縣（今江蘇省儀徵市）人，清朝将领。

## 生平
康熙四十八年（1709年），楊凱中式己丑科武進士，历任清門侍衛、御前侍衛，在正白旗行走。康熙五十八年（1719年），出官湖廣督標中營中軍守備。康熙六十年（1721年）升湖廣鎮筸鎮標前營遊擊，曾兼中營遊擊。雍正五年（1727年）升參將，署辰州副將，同年授桑植司副將。雍正七年（1729年）转湖廣永順司副將。雍正十年（1732年）升湖廣鎮筸鎮總兵官。雍正十三年（1735年），再升湖廣提督。
乾隆元年（1736年），因督臣史貽直參奏其“奸險、忿激瀆奏”，降职，又因拖延將印信交與委署總兵林祖成，被依律杖徒。乾隆十六年（1751年）高宗南巡，楊凱迎驾，得以起複，乾隆十六年（1751年），官至河南河北總兵官。晚年归老乡里。

## 家庭
兄杨谦为武状元。

## 事迹
- 全椒人吴敬梓在真州曾投靠革职回乡的官绅杨凯，由于生活困窘，他有《雨》詩曰：“明晨衔泥问杨子，妻儿待米何时还”，表示希望楊凱资助其生活。兩人交往甚笃，吳有贈詩《赠杨督府江亭》、《雨夜杨江亭斋中看菊》，张文虎考證出《儒林外史》中湯奏的原型即為楊凱。
- 楊凱虽为武将，但通识懿文，康熙间受到圣祖赏识，召入南书房，与何焯、蒋廷锡等同校书史。[9]许登濂曾赠其一联曰：“天禄校书名进士，岳阳持节老将军。”[10]

## 著述
楊凱曾修《韻府拾遺》，还与汪灝、陳鵬年等協同編修《物類》、《輯古略》。

## 相关传记及著作
- 《提督杨凯传》，汪中，《碑傳集》7冊116卷，475
- 《重修仪征县志》，道光年间
- 《清初回族名将杨谦、杨凯——清代回族名将史事辑考之一》，马明达，《回族研究》，2004年02期。